# Kanduš
Kanduš (též kaftan) je živůtková sukně z kanafasu, mezulánu nebo plátna upraveného modrotiskem. Je součástí krojů severních Čech. Tento oděv byl odvozen z plátěného rubáče, který se nosíval jako spodní prádlo. Ještě v 19. století v letním období kanduš nosívaly ženy a dívky jako jednoduché šaty bez rukávů. Jako součást krojů se dochoval zejména u dětí.